# Ndebele
Gli Ndebele (o amaNdebele, o ancora Matabele) sono un popolo che appartiene al più ampio gruppo degli Nguni, stanziati nell'Africa meridionale. Sebbene la loro origine sia avvolta nel mistero, vengono considerati imparentati con gli Swazi, che alla fine del XVIII secolo hanno costituito un proprio stato di stampo monarchico che tuttora sopravvive, e gli Zulu, un clan che ha avuto molta fortuna politica e militare nel XIX secolo, scompaginando la struttura antropica delle popolazioni a settentrione del fiume Vaal.
Gli Ndebele sono la terza per entità tra le etnie principali dello Zimbabwe (con gli Shona e gli Tswana), e grazie al forte senso di identità sociale e al valore attribuito ai legami di parentela sono riusciti a mantenere le proprie tradizioni. I villaggi presentano ancora l'antica struttura e sono costituiti da capanne di fasci di erbe e di legname in forma di arnia; una robusta siepe preserva l'abitato dalle incursioni di bestie selvatiche. In genere per gli insediamenti si scelgono le sommità di colline ricche di acqua e di alberi, di pascoli e di fertili terreni.
L'abbigliamento, soprattutto in occasioni lavorative, segue fogge europee, mentre nelle feste torna quello di un tempo: i guerrieri sfoggiano tenute complicate ricche di piume, pelli di animali selvatici, collane e bracciali di perle di vetro o di metallo. Le donne molto giovani si limitano a un piccolo grembiule di pelle, quelle sposate indossano una vera e propria gonna di pelle di bue trattata internamente con grasso animale. Artigiani molto esperti, gli Ndebele lavorano pelle e cuoio con abilità, ricavandone mantelli, grembiuli, sacche, scudi, accessori per le abitazioni.

## Religione e struttura sociale
La religione Ndebele rispecchia la suddivisione sociale di questo popolo che annovera tre grandi gruppi:
- Zansi
- Enhla
- Hole

Queste tre caste sono strutturate in maniera gerarchica e hanno ognuna le proprie credenze e i loro privilegi. La casta Zansi rappresenta i discendenti dei primi seguaci del re Mzilikazi che lo seguirono nell'esilio dallo Zululand. Sono il gruppo più esiguo numericamente, ma possono essere considerati l'aristocrazia del popolo Ndebele. Si suddividono in diversi clan, ognuno con il proprio leader e il proprio totem.
La casta al di sotto degli Zansi è quella degli Enhla. Essi rappresentano i discendenti delle popolazioni sottomesse da Mzilikazi durante il suo esodo prima di giungere nel territorio dello Zimbabwe, poi assorbiti dagli Ndebele; gran parte di loro ha origine dalle tribù Sotho, Venda e Tswana.
L'ultima casta nella scala sociale, ma anche la più numerosa, è quella degli Hole che si suddivide ulteriormente in due gruppi ben distinti. Il primo è composto dai discendenti delle tribù che si sottomisero volontariamente ai sovrani Ndebele per sfuggire alla minaccia di tribù rivali. Il secondo annovera i discendenti dei prigionieri di guerra e i giovani dati in tributo di vassallaggio alla tribù Ndebele.
Sebbene siano il gruppo meno privilegiato, il gran numero degli Hole ha permesso loro di influenzare notevolmente la cultura e la religione del popolo Ndebele, nonostante sia appannaggio degli Zansi preservare e tramandare i valori culturali e religiosi.
Nella religione Ndebele il sovrano viene considerato il sommo sacerdote, mentre i capi dei vari clan non hanno altra funzione religiosa se non quella di fungere da sacerdoti unicamente per il proprio gruppo. La funzione di mediatore tra il mondo del sacro e quello terreno appartiene esclusivamente al re.

### Il culto degli antenati
Secondo le credenze Ndebele, esiste un unico creatore, uNkulunkulu, considerato il primo uomo, apparso con la sua compagna Mvelengani dalla terra per abitare una sorta di Eden primitivo pieno di bestiame e di grano. Il primo uomo e la prima donna prosperarono e si moltiplicarono e, dopo avere trasmesso ai loro discendenti i loro valori, invecchiarono e tornarono alla terra da dove erano venuti, trasformati in serpenti.
La casta degli Zansi, pur possedendo la nozione di una divinità ultraterrena, non la distingue dal culto dei primi antenati, chiamati amadlozi. Tuttavia, forse anche per l'influenza del Cristianesimo, essi hanno tramutato gli amadlozi in mediatori tra i mortali e l'Essere Supremo. Gli amadlozi sono considerati esseri molto potenti e hanno la funzione di sorvegliare e proteggere i loro familiari che vivono nel mondo materiale. Richiedono, però, un tributo di fede e di rispetto che comporta pene molto severe a chi vi contravviene. Anche tra questi spiriti esiste una gerarchia ben precisa che corrisponde a quella delle classi sociali; per questo motivo ogni capofamiglia Zansi ha il suo amadlozi, il quale può esercitare i suoi poteri e compiti esclusivamente sulla sua famiglia di appartenenza. L'unica eccezione a questa regola è concessa allo spirito ancestrale del sovrano, il quale ha il compito di presidiare e proteggere l'intera nazione Ndebele.
Il rito più importante legato al culto degli antenati è quello del Ukuhlanziswa (purificazione). Gli Zansi affermano che la morte di un individuo rappresenta fonte di disgrazia ai suoi parenti più prossimi, che questi oscuri influssi possono essere trasmessi in una catena ininterrotta, e che per questo motivo è necessario un rituale di purificazione prima che il defunto venga seppellito.
La credenza vuole che dopo un anno dalla sepoltura lo spirito del defunto che non si è distaccato dal suo nucleo familiare si manifesti ai suoi parenti in forma di serpente o appaia loro in sogno. Per evitare che lo spirito inquieto possa arrecare danni alla sua stessa famiglia, il capofamiglia deve officiare il rito del Ukubuyisa (ritorno a casa), con il quale ci si propizia il defunto offrendo un bue, la cui carne viene lasciata una notte intera in segno di tributo per lo spirito e il mattino successivo viene mangiata in una grande festa dove si celebra l'unione dello spirito dei defunti con il gruppo degli antenati, diventando anch'egli oggetto di culto.

### Struttura sociale
La struttura sociale degli Ndebele è analoga a quella dei loro cugini Zulu. L'autorità su ogni tribù viene assunta da un capo, denominato ikozi, coadiuvato da un gruppo di consiglieri anziani, amaphakathi. Il nucleo residenziale di ogni famiglia viene chiamato umuzi, e ogni umuzi è composto dal capo famiglia, umnumzana, da sua moglie e dai suoi discendenti non sposati. A volte questa struttura molto elementare dell'umuzi può diventare più complessa quando ad esso si uniscono i nuclei familiari dei figli sposati. In ogni caso ogni umuzi si identifica con il suo lignaggio proveniente dall'antenato ancestrale.

## Produzione artistica

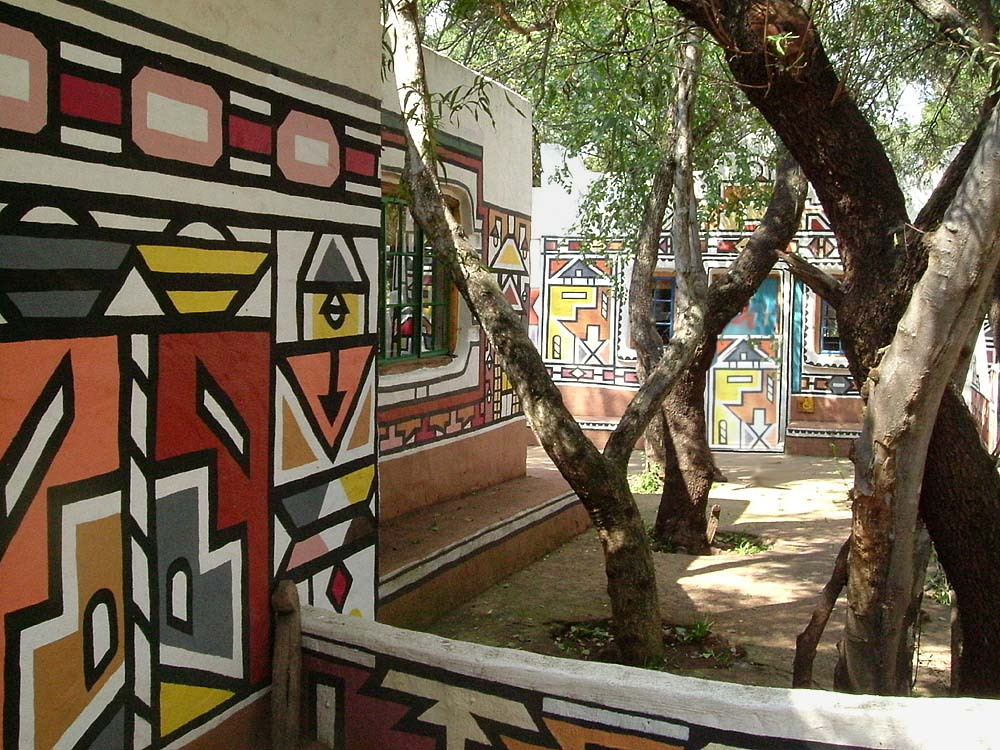
Esempi di pittura murale Ndebele

Gli Ndebele hanno elaborato una forma particolare e specifica di pittura murale a larghi motivi geometrici e dai colori brillanti, con campi monocromatici incorniciati e una prospettiva unicamente bidimensionale. Le artiste che la praticano sono donne, e le opere vengono dipinte sui muri esterni delle case. A volte vengono affrescati anche i muri interni.
La pittura murale Ndebele ha un forte valore simbolico ed è strettamente legata alla casa e al rapporto della persona con essa. Al momento del matrimonio gli uomini erigono la casa con terra impastata e sterco di vacca. Le donne affrescano le pareti con ricchi motivi geometrici appresi da ragazze durante il tirocinio presso le donne della loro famiglia. Gli affreschi vengono modificati e ridipinti in momenti particolari della vita di famiglia: ai riti di iniziazione dei figli maschi o prima del raccolto e della stagione dei matrimoni.
Questa arte si è sviluppata nella seconda metà del XIX secolo, epoca in cui cominciarono a divenire più frequenti le case in mattoni di fango in sostituzione delle più consuete case di paglia. Il re Nyabela valorizzò questa nuova forma d'arte, specifica del suo popolo, come strumento di identità e coesione della sua gente, soprattutto durante la guerra anglo-boera. Nyabela fu imprigionato dai Boeri nel 1887 mentre gli Ndebele venivano espropriati delle loro terre, distribuite poi ai Boeri nelle cui fattorie gli sconfitti furono costretti a lavorare in condizione di semi-schiavitù.
I dispersi videro spezzarsi i legami di famiglia, di clan e quelli con il loro territorio. Mantennero l'uso della lingua IsiNdebele, i riti, i costumi e l'arte come mezzo di affermazione della propria identità e di resistenza alla deportazione. Tutt'oggi la pittura murale è molto diffusa, anche se spesso non usa più i tradizionali colori naturali, ma quelli sintetici, più resistenti alle piogge e più brillanti. Le pitture Ndebele hanno ispirato fotografi e artisti occidentali, tra cui lo scultore Pietro Scampini.

## Costumi

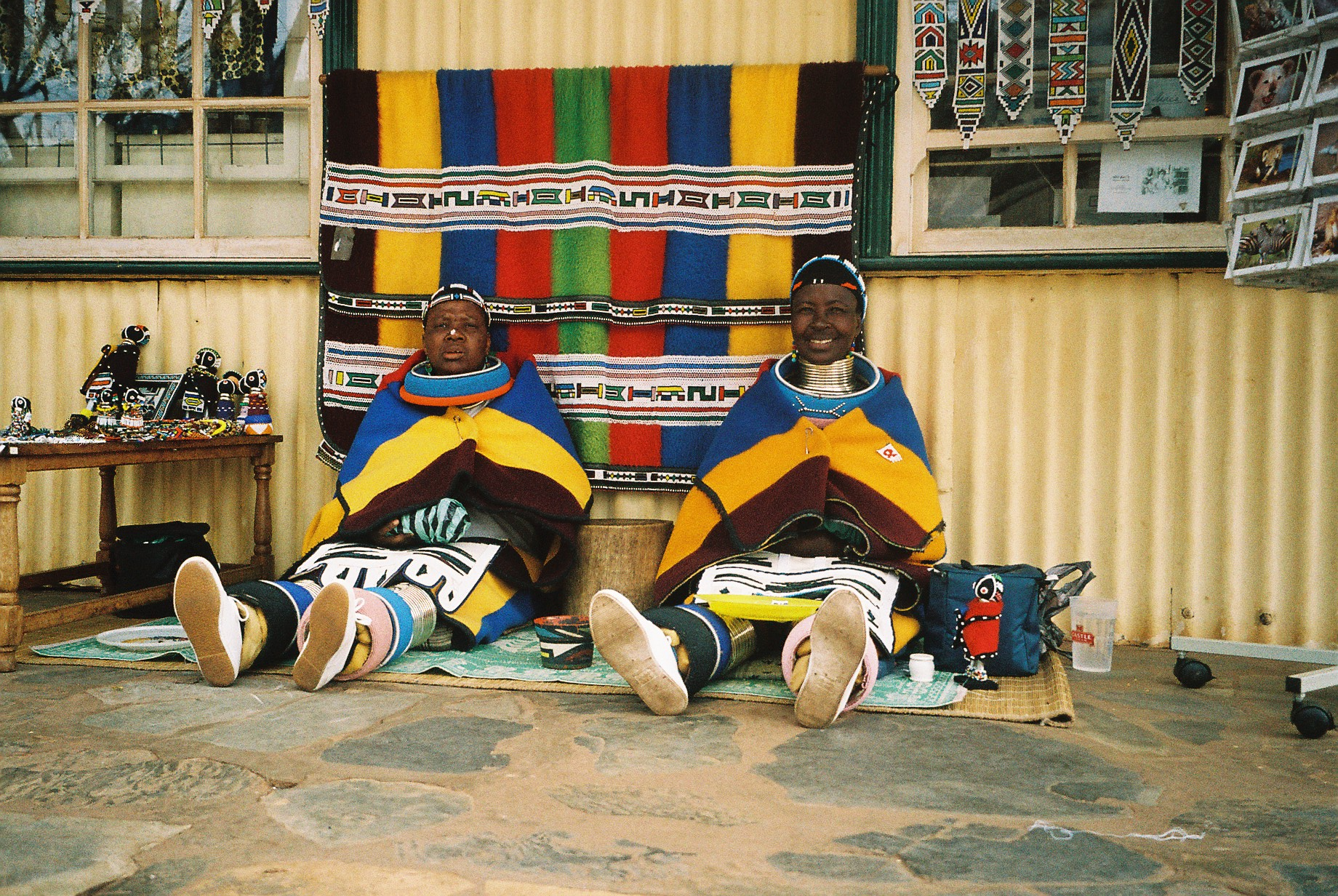
Donne Ndebele in abbigliamento tradizionale

Le donne Ndebele portano tradizionalmente abiti e ornamenti che rispecchiano il loro status sociale. Dopo il matrimonio le fogge dei vestiti diventano sempre più complesse e variegate; nella fase iniziale dell'unione matrimoniale la donna deve indossare anelli di bronzo e rame sia alle braccia che alle gambe che al collo, simbolizzando il legame e la fedeltà al marito dal momento della costruzione della loro casa.
Questi simboli esteriori possono essere rimossi solo in caso di morte del coniuge. Gli anelli, chiamati idzila, sono considerati portatori di grande valore simbolico, per cui più è ricco ed elaborato l'idzila e più è importante chi lo porta e chi lo fornisce. Tuttavia, col passare del tempo, fra le popolazioni più giovani questa usanza di indossare per tutta la vita gli idzila sta progressivamente svanendo.